# سیاهی‌لشکر (مجموعه تلویزیونی)
سیاهی‌لشکرها (انگلیسی: Extras) یک مجموعهٔ کمدی بریتانیایی در مورد سیاهی‌لشکر است که در تلویزیون، فیلم و تئاتر کار می‌کنند. این سریال به‌طور مشترک توسط بی‌بی‌سی و اچ‌بی‌او تولید شده و توسط ریکی جرویز و استیون مرچنت ساخته، نویسندگی و کارگردانی شده‌است و هر دو نیز در آن بازی کردند.